# Coloradoa heinzei
Coloradoa heinzei är en insektsart som först beskrevs av Carl Julius Bernhard Börner 1952.  Coloradoa heinzei ingår i släktet Coloradoa och familjen långrörsbladlöss. Arten är reproducerande i Sverige. Inga underarter finns listade i Catalogue of Life.